# Landesregierung Pröll IV
Die Landesregierung Pröll IV bildete die Niederösterreichische Landesregierung zwischen der  Landtagswahl in Niederösterreich 2003 und der Landtagswahl in Niederösterreich 2008. Erwin Pröll wurde am 25. April 2003 erneut zum Landeshauptmann von Niederösterreich angelobt. Auf Grund des Proporzsystems waren trotz der absoluten ÖVP Mandatsmehrheit neben sechs ÖVP-Mitgliedern auch drei Mitglieder der SPÖ in der Landesregierung vertreten.

## Regierungsmitglieder
| Amt                                                     | Name                 | Partei | Ressorts                                          |
| ------------------------------------------------------- | -------------------- | ------ | ------------------------------------------------- |
| Landeshauptmann                                         | Erwin Pröll          | ÖVP    |                                                   |
| Landeshauptmann-Stellvertreter                          | Ernest Gabmann       | ÖVP    |                                                   |
| Landeshauptmann-Stellvertreterin                        | Heidemaria Onodi     | SPÖ    |                                                   |
| Landesrätin                                             | Petra Bohuslav       | ÖVP    |                                                   |
| Landesrätin                                             | Karin Kadenbach      | SPÖ    |                                                   |
| Landesrätin                                             | Johanna Mikl-Leitner | ÖVP    |                                                   |
| Landesrat                                               | Josef Plank          | ÖVP    |                                                   |
| Landesrat                                               | Emil Schabl          | SPÖ    |                                                   |
| Landesrat                                               | Wolfgang Sobotka     | ÖVP    |                                                   |
| Vorzeitig ausgeschiedene Mitglieder der Landesregierung |                      |        |                                                   |
| Landeshauptmann-Stellvertreterin                        | Liese Prokop         | ÖVP    | Arbeit, Soziales und Kultur                       |
| Landesrätin                                             | Christa Kranzl       | SPÖ    | Schulen, Soziale Verwaltung und Konsumentenschutz |